# Nour Benzekri
Pour les articles homonymes, voir Benzekri.
 (novembre 2023).
La mise en forme du texte ne suit pas les recommandations de Wikipédia : il faut le « wikifier ».
Les points d'amélioration suivants sont les cas les plus fréquents. Le détail des points à revoir est peut-être précisé sur la page de discussion.
- Les titres sont pré-formatés par le logiciel. Ils ne sont ni en capitales, ni en gras.
- Le texte ne doit pas être écrit en capitales (les noms de famille non plus), ni en gras, ni en italique, ni en « petit »…
- Le gras n'est utilisé que pour surligner le titre de l'article dans l'introduction, une seule fois.
- L'italique est rarement utilisé : mots en langue étrangère, titres d'œuvres, noms de bateaux, etc.
- Les citations ne sont pas en italique mais en corps de texte normal. Elles sont entourées par des guillemets français : « et ».
- Les listes à puces sont à éviter, des paragraphes rédigés étant largement préférés. Les tableaux sont à réserver à la présentation de données structurées (résultats, etc.).
- Les appels de note de bas de page (petits chiffres en exposant, introduits par l'outil «  Source ») sont à placer entre la fin de phrase et le point final[comme ça].
- Les liens internes (vers d'autres articles de Wikipédia) sont à choisir avec parcimonie. Créez des liens vers des articles approfondissant le sujet. Les termes génériques sans rapport avec le sujet sont à éviter, ainsi que les répétitions de liens vers un même terme.
- Les liens externes sont à placer uniquement dans une section « Liens externes », à la fin de l'article. Ces liens sont à choisir avec parcimonie suivant les règles définies. Si un lien sert de source à l'article, son insertion dans le texte est à faire par les notes de bas de page.
- La présentation des références doit suivre les conventions bibliographiques. Il est recommandé d'utiliser les modèles {{Ouvrage}}, {{Chapitre}}, {{Article}}, {{Lien web}} et/ou {{Bibliographie}}. Le mode d'édition visuel peut mettre en forme automatiquement les références.
- Insérer une infobox (cadre d'informations à droite) n'est pas obligatoire pour parachever la mise en page.

Pour une aide détaillée, merci de consulter Aide:Wikification.
Si vous pensez que ces points ont été résolus, vous pouvez retirer ce bandeau et améliorer la mise en forme d'un autre article.
Nour Benzekri , est un entraîneur algérien de football,,.

## Biographie
Son parcours de formation a commencé en Belgique, où il a supervisé les groupes de jeunes, en 1978, et en 1982, il est retourné au pays et a supervisé l'entraînement de l'équipe de Baraki, puis de Nasr Hussein Dey, et son véritable début a été avec les jeunes. de Bordj Manayel en 1985.
Il a entraîné cette équipe pendant quatre saisons, dont deux fois lorsque tout allait bien avec le défunt président Tahanouti.
Quant à son palmarès de titres tout au long de ce parcours :
Il a participé à la promotion de l'équipe de Baraki lorsqu'il l'a supervisée, puis à la finale de la Coupe d'Algérie avec les jeunes de JS Bordj Ménaïel, ce qui est considéré comme un bel exploit étant donné que l'équipe a atteint ce stade avancé pour la première fois, et a également été à deux doigts de couronner le titre de champion national, avant que le dernier mot ne revienne à l'Union Chaouia, à cause de la différence de buts.
Il a remporté deux titres avec l'équipe de l'USM Alger : le titre de championne lors de la montée de l'équipe en première division, la Coupe d'Algérie en 1999, le titre de championne avec le CR Belouizdad en 2001, ainsi que la défunte Coupe d'Algérie avec la JS Kabylie en 1992.

## Palmarès
- Coupe d'Algérie
  - Vainqueur : 1992 (JS Kabylie)
  - Vainqueur : 1999 (USM Alger)
  - Finaliste : 1987 (JS Bordj Ménaïel)
- Championnat d'Algérie
  - Champion : 2001 (CR Belouizdad )
- Championnat d'Algérie de football D3
  - Champion :1984 (DRB Baraki)